# Santo Tomás de las Ollas

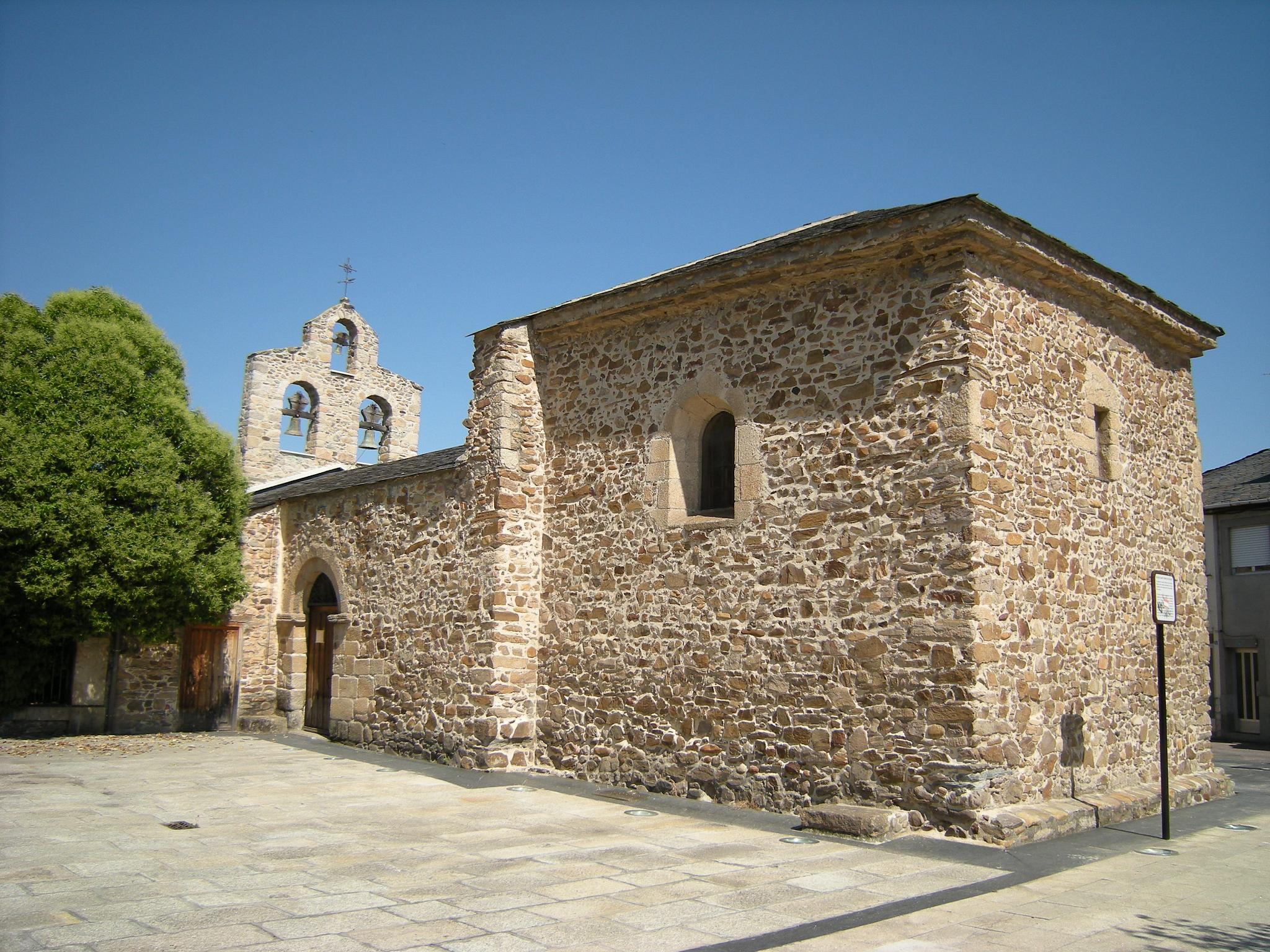
Santo Tomás de las Ollas

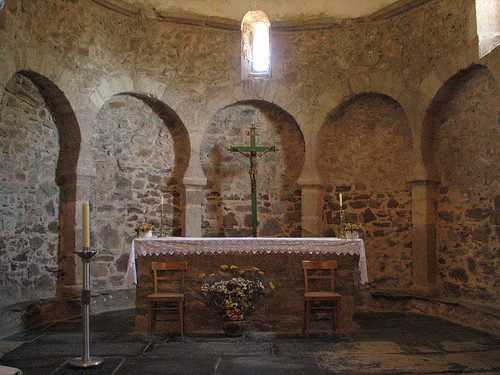
Santo Tomás de las Ollas, Hufeisenbögen der Apsis

Die Kirche Santo Tomás de las Ollas liegt in dem gleichnamigen Vorort von Ponferrada in der Provinz León in der autonomen spanischen Region Kastilien-León. Die Kirche wird in das 10. Jahrhundert datiert und der mozarabischen Architektur zugerechnet. 1931 wurde die Kirche zum Monumento Nacional, seit 1985 Bien de Interés Cultural erklärt.

## Geschichte
Der ursprüngliche Name des Ortes Santo Tomás de las Ollas war Entrambasaguas und bezieht sich auf seine Lage am  Zusammenfluss von Boeza und Sil. Sein späterer Name Santo Tomás de las Ollas weist auf das Töpferhandwerk hin, das früher hier betrieben wurde. Ollas bedeutet Töpfe. Über die Entstehung der Kirche sind keine Urkunden vorhanden.  Die Verwendung von Bruchstein als Baumaterial, die Hufeisenbögen der Apsis und andere Ähnlichkeiten mit präromanischen Kirchen der Umgebung wie der benachbarten ehemaligen Klosterkirche Santiago de Peñalba sprechen für eine Zuordnung der Kirche Santo Tomás de las Ollas zur  mozarabischen Architektur des 10. Jahrhunderts. In romanischer Zeit wurde die Kirche verändert und das Südportal erneuert. 1311 schenkte der Bischof von Astorga die Kirche dem knapp 30 km entfernt gelegenen Kloster San Pedro de Montes. Ende des 17. Jahrhunderts wurde die Höhe des Schiffes verkürzt und im Norden eine quadratische Kapelle errichtet. Im 18. Jahrhundert wurde der Glockenturm (Espadaña) angefügt und im 19. Jahrhundert an die Apsis die Sakristei angebaut.

## Architektur

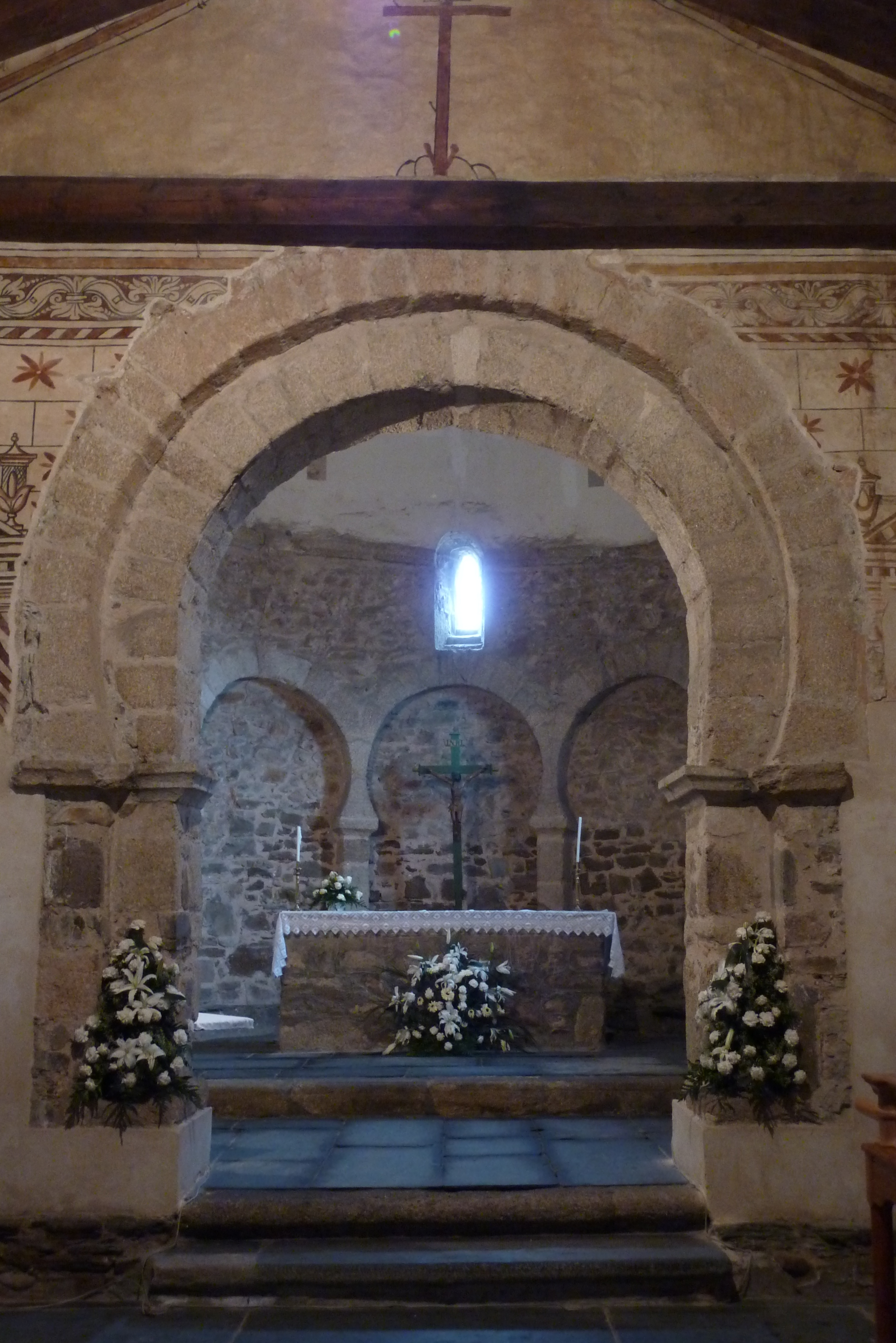
Santo Tomás de las Ollas, Apsis

Das Gebäude ist aus kleinen, unregelmäßigen Bruchsteinen errichtet. Nur an den Ecken wurden größere Steinblöcke verwendet. Der Grundriss der Kirche ist ein Rechteck, an das sich im Osten die Apsis anschließt. Diese weist innen eine ovale Form auf, ihre Außenmauern bilden ein Quadrat. Sie besitzt drei Fenster, von denen das östliche und das nördliche kleiner und noch original erhalten sind. Das Eingangsportal zur Kirche befindet sich an der Südseite. Es wurde in romanischer Zeit umgestaltet und mit zwei schlichten Rundbogenarchivolten versehen. Ein weiteres Portal aus romanischer Zeit befand sich an der Westfassade. Von ihm ist nur noch ein in der Wand vermauerter Rundbogen erhalten. Das Westportal wurde im 19. Jahrhundert in der Folge der desamortización zugemauert, als das anschließende Grundstück in Privatbesitz fiel und nicht mehr öffentlich zugänglich war. 

## Innenraum
Das einschiffige Langhaus besitzt eine Artesonadodecke aus dem späten 17. Jahrhundert. Ein doppelter Hufeisenbogen auf  Pilastern mit schlichten, gekehlten Kämpfern bildet den Zugang zur Apsis. Im Verhältnis zum Langhaus ist sie mit sechs Metern Durchmesser ungewöhnlich groß. An ihrer Innenwand verläuft eine Blendarkade mit neun Hufeisenbögen. Diese sind in der Mitte leicht geknickt, wodurch der Übergang vom ovalen Grundriss zum unregelmäßigen Achteck der Kuppel erfolgt. Den Wandabschluss bildet ein gekehltes Kämpfergesims. Darüber erhebt sich das Klostergewölbe der Kuppel aus Beton. Im Innenraum sind Pfeiler und Wölbsteine aus Granitblöcken gearbeitet. 